# Filippingökduva
Filippingökduva (Macropygia tenuirostris) är en fågel i familjen duvor inom ordningen duvfåglar. Den förekommer i Asien, i Filippinerna samt på norra Borneo.

## Utseende och läte
Filippingökduvan är en mörkbrun duva med lång och bred stjärt. Den är djupt kanelbrun på huvud och undersida, medan ovansidan är mörkgrå med svag purpurglans på nacken. Arten är mörkare, mer långstjärtad och mindre tecknad än andra skogslevande duvor i sitt utbredningsområde. Sången är ett hoande "woo-woop-woo-woo!".

## Utbredning och systematik
Filippingökduva delas in i fyra underarter med följande utbredning:
- Macropygia tenuirostris septentrionalis – Lanyu Island (utanför Taiwan) samt öarna Itbayat, Batan och Sabtang i norra Filippinerna
- Macropygia tenuirostris phaea – Calayan i norra Filippinerna
- Macropygia tenuirostris tenuirostris – Filippinerna
- Macropygia tenuirostris borneensis – norra Borneo

Underarten borneensis fördes tidigare till rostgökduva (M. emiliana). Underarten septentrionalis inkluderas ibland i phaea.

## Levnadssätt
Filippingökduvan är liksom andra gökduvor skygg och tillbakadragen. Den hittas vanligen födosökande i tät växtlighet, ibland vid skogsbryn och på stigkanter.

## Status
Arten har ett stort utbredningsområde och beståndet anses stabilt. Internationella naturvårdsunionen IUCN listar den därför som livskraftig (LC).